# Vulkanisk bomb

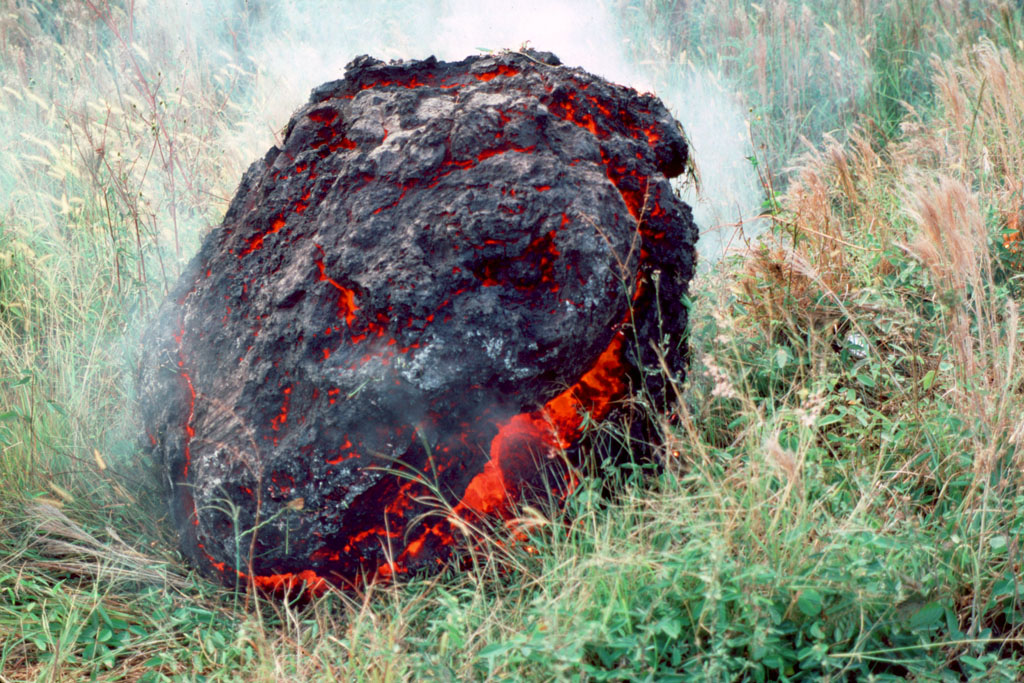
Vulkanisk bomb som kastades ut från Kilauea vulkanen i Hawaii, USA, 1983.

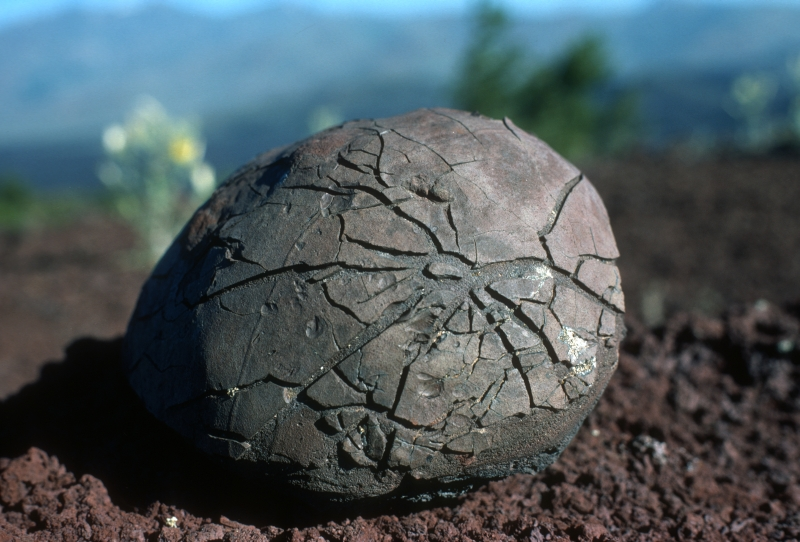
Vulkanisk bomb i "Craters of the Moon" nationalmonument och naturreservat, Idaho, USA.

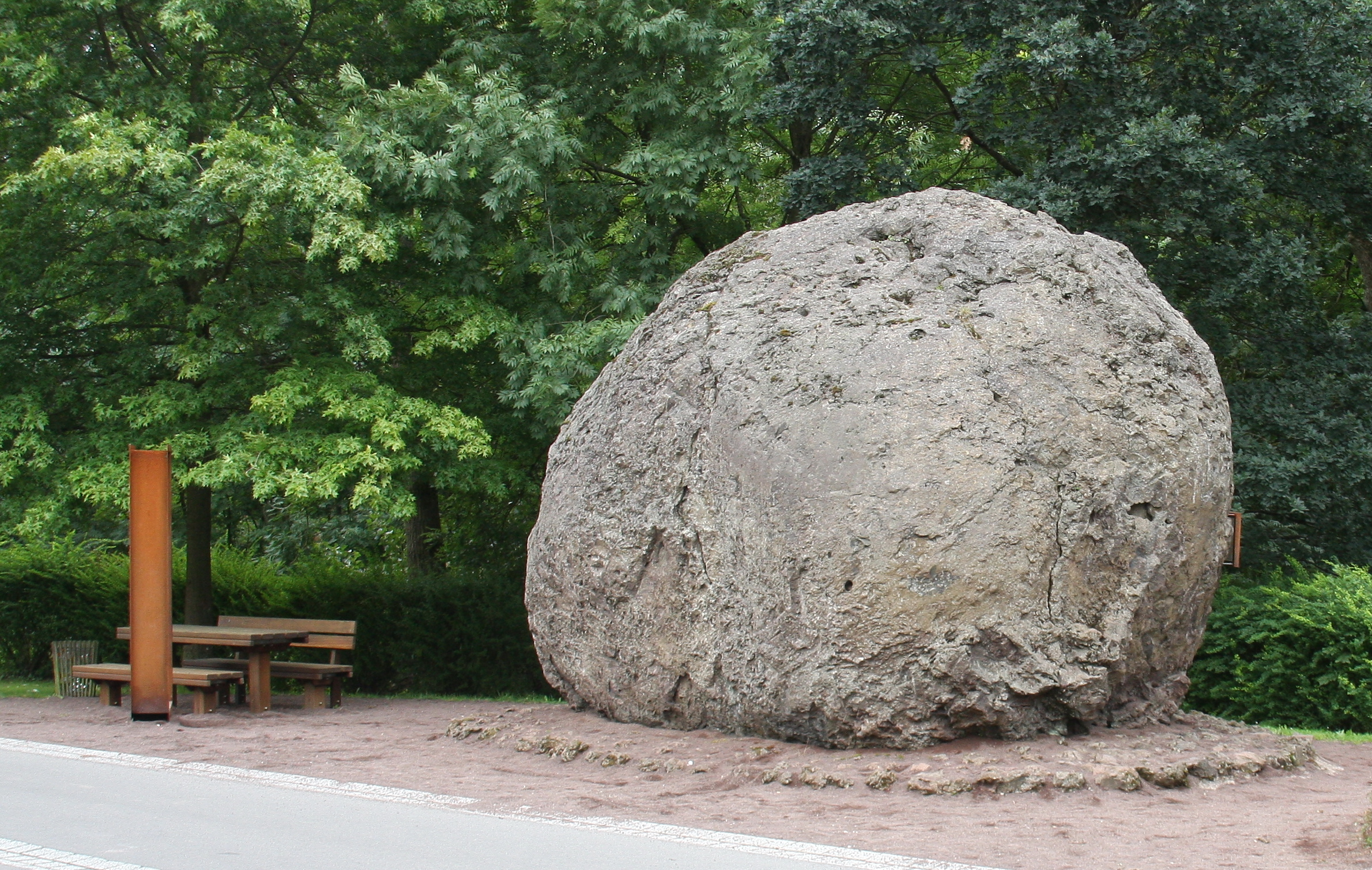
Vulkanisk bomb i Strohn, Rheinland-Pfalz, Tyskland, med en diameter på 5 meter och en massa på 120 ton. Det orsakades av ett vulkanutbrott 8300 f.Kr.

Vulkaniska bomber även kallade lavabomber är pyroklastiska magmatiska bergarter som har bildats genom att lava slungats ut ur en vulkan och stelnat i luften. Lavan som skapar bomberna är ofta basisk eller intermediär. Storleken är över 64mm. Vulkaniska bomber är ofta bruna, rödaktiga eller gula på grund av oxidation. Ytan är ofta sprucken eller på annat sätt ojämn och formen på bomberna kan vara mer eller mindre skruvad på grund av en rotationsrörelse när de flyger genom luften.
Den magmatiska eller sedimentära bergarten agglomerat kan innehålla vulkaniska bomber blandat med annat pyroklastiskt material. Även i den magmatiska bergarten tuff kan vulkaniska bomber förekomma.
Vid vulkanen Galeras i Colombia dödades sex personer och skadades ytterligare några personer av vulkaniska bomber när vulkanen hade ett oväntat utbrott år 1993.

## Brödskorpebomb
Brödskorpebomber kallas de vulkaniska bomber som har ett utseende liknande vissa brödskorpor med en uppsprucken yta. Sprickorna uppstår efter stelning av bombens yta genom en expansion av bomben som uppstår på grund av blåsor fyllda av gas i kärnan som fortfarande är flytande.